# Arquidiocese de Malinas-Bruxelas
A Arquidiocese de Malinas-Bruxelas (Archidiœcesis Mechliniensis-Bruxellensis, Archidiocèse de Malines-Bruxelles, Aartsbisdom Mechelen-Brussel) é uma arquidiocese da Igreja Católica situada em Mechelen, na Bélgica. Foi erigida a partir do desmembramento de áreas da Diocese de Liège e da Diocese de Cambrai, na França. Até 8 de dezembro de 1961, seu nome era Arquidiocese de Malinas. É a Sé Primacial da Bélgica e sua única arquidiocese. Seu atual arcebispo é Luc Terlinden. Sua sé é a Catedral de São Romualdo de Malinas e sua co-catedral é a Catedral de São Miguel e Santa Gudula de Bruxelas.
Em 2016 possuía 645 paróquias, contando com 64% da população jurisdicionada batizada e com 1743 padres.

## História
A arquidiocese de Malinas foi erigida em 12 de maio de 1559 pela Bula papal de Paulo IV Super Universas, ganhando território da diocese de Cambrai. Inicialmente tinha como sufragânea da diocese de Antuérpia, Bruges, Gante e Ypres, todos constituídas no mesmo dia e na diocese de Liège, ex-eleitor de Colónia.
Com a Concordata de 1801, foram abolidas as dioceses de Antuérpia, Bruges e Ypres, e Cambrai foi rebaixada para dioceses sufragânea, tornando-se sufragâneas da diocese de Malinas as dioceses de Namur e Tournai.
Em 22 de março de 1803 cedeu uma parte de seu território, para o benefício da ereção do Vicariato Apostólico de Breda (agora diocese).
Em 27 de maio de 1834, foi re-estabelecido a diocese de Bruges, sufragânea de Malinas.
A 8 de dezembro de 1961 sob a bula Christi Ecclesia, o Papa João XXIII cedeu outro pedaço do território para o benefício da restauração da diocese de Antuérpia, sufragânea da diocese mãe, e ao mesmo tempo, passa ao seu nome atual.
Em 31 de maio de 1967 foi erigida a diocese de Hasselt, sufragânea de Malinas-Bruxelas.

## Prelados
| #                   | Nome                                                       | Período    | Notas                      |
| Arcebispos          | Arcebispos                                                 | Arcebispos | Arcebispos                 |
| ------------------- | ---------------------------------------------------------- | ---------- | -------------------------- |
| 23º                 | Luc Terlinden                                              | 2023-      | Atual                      |
| 22°                 | Jozef Cardeal de Kesel                                     | 2015-2023  | Arcebispo emérito          |
| 21°                 | André-Joseph Léonard                                       | 2010-2015  | Arcebispo emérito          |
| 20°                 | Godfried Cardeal Danneels †                                | 1979-2010  |                            |
| 19°                 | León-Joseph Cardeal Suenens †                              | 1962-1979  |                            |
| 18°                 | Jozef-Ernest Cardeal van Roey †                            | 1926-1961  |                            |
| 17°                 | Désiré-Félicien-François-Joseph Cardeal Mercier †          | 1906-1926  |                            |
| 16°                 | Pierre-Lambert Cardeal Goossens †                          | 1884-1906  |                            |
| 15°                 | Victor-Auguste-Isidore Cardeal Dechamps, C.Ss.R. †         | 1867-1883  |                            |
| 14°                 | Engelbert Cardeal Sterckx †                                | 1832-1867  |                            |
| 13°                 | François-Antoine-Marie de Méan †                           | 1817-1831  |                            |
| 12°                 | Dominique-Georges-Frédéric Dufour de Pradt †               | 1808-1815  |                            |
| 11°                 | Jean-Armand de Bessuéjouls Roquelaure †                    | 1802-1808  |                            |
| 10°                 | Johann Heinrich Cardeal von Frankenberg †                  | 1759-1801  |                            |
| 9°                  | Thomas Philip Wallrad Cardeal d'Alsace-Boussut de Chimay † | 1715-1759  |                            |
| 8°                  | Humbertus Guilielmus de Precipiano †                       | 1689-1711  |                            |
| 7°                  | Alphonse de Berghes †                                      | 1670-1689  |                            |
| 6°                  | Joannes Wachtendonck †                                     | 1667-1668  |                            |
| 5°                  | Andreas Cruesen †                                          | 1657-1666  |                            |
| 4°                  | Jacobus Boonen †                                           | 1621-1655  |                            |
| 3°                  | Mathias Hovius †                                           | 1596-1620  |                            |
| 2°                  | Joannes Hauchin †                                          | 1583-1589  |                            |
| 1°                  | Antoine Cardeal Perrenot de Granvelle †                    | 1561-1583  |                            |
| Arcebispo coadjutor |                                                            |            |                            |
|                     | Christoph Anton von Migazzi                                | 1751-1756  | Nomeado Bispo-conde de Vác |
| Bispo auxiliar      |                                                            |            |                            |
|                     | Koenraad Vanhoutte                                         | 2018-atual |                            |
|                     | Jean-Luc Hudsyn                                            | 2011-2023  | bispo auxiliar emérito     |
|                     | Jean Kockerols                                             | 2011-atual |                            |
|                     | Léon Lemmens                                               | 2011-2017  |                            |
|                     | Jozef De Kesel                                             | 2002-2010  | Nomeado Bispo de Bruges    |
|                     | Jan De Bie                                                 | 1987-2009  |                            |
|                     | Rémy Victor Vancottem                                      | 1982-2010  | Nomeado Bispo de Namur     |
|                     | Luc Alfons De Hovre, S.J.                                  | 1982-2002  |                            |
|                     | Paul Lanneau                                               | 1982-2002  |                            |
|                     | Honoré Marie Van Waeyenbergh                               | 1954-1971  |                            |
|                     | Paul Constant Schoenmaekers                                | 1952-1986  |                            |
|                     | Emiel-Jozef De Smedt                                       | 1950-1952  | Nomeado Bispo de Bruges    |
|                     | Leo-Jozef Suenens                                          | 1945-1962  | Elevado a Arcebispo        |
|                     | Étienne Joseph Carton de Wiart                             | 1934-1945  | Nomeado Bispo de Tournai   |
|                     | Jean Marie van Cauwenbergh                                 | 1930-1950  |                            |
|                     | Antoine Alphonse de Wachter                                | 1909-1932  |                            |
|                     | Louis Joseph Legraive                                      | 1907-1940  |                            |
|                     | Josephus Franciscus van der Stappen                        | 1893-1908  |                            |
|                     | Victor-Jean-Joseph-Marie van den Branden de Reeth          | 1879-1909  |                            |
|                     | Charles André Anthonis                                     | 1868-1893  |                            |
|                     | Ghislain de Vroede                                         | 1570-1579  |                            |
|                     | Pepin de Rosa, O.P.                                        | 1562-1569  |                            |